# Roiskebesang
Der Roiskebesang (auch: Rois Kobasang) ist ein 115 m hoher Hügel auf der Insel Arakabesan im Pazifik. 

## Geographie
Der Hügel liegt im Südwesten der Insel beim Ort Echang